# Ludvík Svoboda (filozof)
Ludvík Svoboda (4. května 1903 Čejč – 3. srpna 1977 Praha) byl český marxistický filozof, velvyslanec, vedoucí katedry filozofie UK a profesor filozofie a sociologie UK v Praze.

## Život

### Mládí
Narodil se v Čejči. Po vystudování kroměřížského gymnázia a složení maturity studoval v letech 1922–1926 na FF MU klasickou filologii, filozofii a sociologii. Studia zakončil získáním titulu doktor filozofie. V této době byl z filozofického hlediska ovlivněn marxismem a antickou filozofií.

### Kariéra
V letech 1927 až 1941 učil na reálném gymnáziu v Hlučíně a na klasickém gymnáziu v Ostravě. Do filozofických revuí psal články o sovětské filozofii a překládal Leninovy filozofické spisy (přeložil především spis Materialismus a empiriokriticismus). Roku 1936 vydal knihu Filosofie v SSSR, která mu umožnila a zabezpečila pohodlnou poválečnou kariéru. Během okupace působil na pražských středních školách. 
V roce 1946 podepsal prokomunistické „Májové poselství kulturních pracovníků českému lidu!“ publikované před květnovými volbami do Ústavodárného Národního shromáždění. Tento předvolební manifest komunistů podepsalo celkem 843 kulturních pracovníků a komunisté volby vyhráli. Později podepsal prokomunistickou výzvu Kupředu, zpátky ni krok!, jež byla vydána dne 25. února 1948 pro podporu komunistického převratu. V oblasti komunistické kultury, silně poznamenané vulgárním marxismem, působil na jejím levém kraji a  vyjádřil se takto: „Umění je způsob poznání skutečnosti, který se od vědy liší pouze jiným systémem znaků. Ideologická a gnozeologická funkce umění jsou pro umění rozhodující.“
Od roku 1946 působil jako profesor PedF UK a od roku 1948 do roku 1972 působil na FF UK. Podílel se na Encyklopedii antiky či díle Antika a česká kultura. Z českého filozofického prostředí se nejvíce zaobíral F. X. Šaldou. 
Začátkem 50. let řídil Filozofický ústav ČSAV. V letech 1953 až 1957 byl československým velvyslancem ve Švýcarsku. V 60. letech vedl na FF UK katedru dialektického a historického materialismu.
Podle vzpomínek prof. Iva Tretery byl Svoboda marxistickým filozofem, který ale sám sebe nepovažoval za příslušníka vládnoucího režimu a v soukromí režim kritizoval, ač mu byl navenek loajální. Byl vybaven klasickým vzděláním, zábavný a charismatický společník, bonviván, přítel dobrého jídla a pití s kladným vztahem k erotice. V životě byl prý liberál vyznávající zásadu „žít a nechat žít“. Není proto divu, že mnozí autoři se domnívají, že jeho jméno bylo typickým nomen omen, neboť jeho působení v čele katedry filozofie na FF UK opravdu bránilo všem útokům zuřivých ideologů.